# Wimalasena Perera
Rupasinghe A. Wimalasena Perera (ur. 30 maja 1945 w Kolombo) – cejloński lekkoatleta, długodystansowiec, uczestnik Letnich Igrzysk Olimpijskich 1968.
Na igrzyskach w Meksyku zajął 51. miejsce w maratonie z czasem 2-59:05,8. Wyprzedził jedynie sześciu zawodników, którzy dobiegli do mety.
Perera brał również udział w Igrzyskach Imperium Brytyjskiego i Wspólnoty Brytyjskiej 1966, które odbyły się w stolicy Jamajki. Startował w maratonie, którego jednak nie ukończył. Miał również konkurować w biegu na 6 mil, jednak nie stanął na starcie.
Rekord życiowy w maratonie: 2-22:05 (1967).